# Podsavezna liga Zagrebačkog nogometnog podsaveza 1965./66.
Podsavezna liga Zagrebačkog nogometnog podsaveza 1965./66. je predstavljalo ligu petog ranga nogometnog prvenstva Jugoslavije u sezoni 1965./66. 

Sudjelovalo je ukupno 11 klubova, a prvak je bila "Sava". 

## Ljestvica
| mj. | klub                        | ut. | pob. | ner. | por. | gol+ | gol- | bod |
| --- | --------------------------- | --- | ---- | ---- | ---- | ---- | ---- | --- |
| 1. | Sava Zagreb                 | 18  | 15   | 2    | 1    | 63   | 20   | 32  |
| 2. | TPK Zagreb                  | 16  | 12   | 2    | 2    | 67   | 13   | 26  |
| 3. | Crvena zvijezda Donji Laduč | 18  | 11   | 2    | 5    | 43   | 25   | 24  |
| 4. | Bregana                     | 18  | 8    | 4    | 6    | 31   | 37   | 20  |
| 5. | Metal Remetinec Zagreb      | 17  | 6    | 4    | 7    | 31   | 38   | 16  |
| 6. | Jugokeramika Zaprešić       | 17  | 7    | 1    | 9    | 39   | 37   | 15  |
| 7. | Prečko Zagreb               | 18  | 7    | 2    | 8    | 28   | 30   | 16  |
| 8. | Bratstvo Savski Marof       | 20  | 5    | 7    | 8    | 45   | 55   | 17  |
| 9. | Vatrogasac Zdenci Brdovečki | 18  | 4    | 3    | 11   | 21   | 57   | 11  |
| 10. | Kemičar Zagreb              | 17  | 5    | 3    | 9    | 33   | 42   | 13  |
| 11. | Maksimir Zagreb             | 18  | 1    | 2    | 15   | 15   | 62   | 4   |
| |                             |     |      |      |      |      |      |     |
| Zbog nedostatka podataka ishodi određenog broja utakmica nažalost nisu poznati. Na kraju je napisana tablica sasatavljena samo od poznatih rezultata, ali uz konačni poredak (nakon 22. kola). |                             |     |      |      |      |      |      |     |

## Unutrašnje poveznice
- Prvenstva Zagrebačkog nogometnog podsaveza
- Zagrebački nogometni podsavez
- Zagrebačka nogometna zona 1965./66.
- Zagrebačka nogometna liga 1965./66.

## Vanjske poveznice
- nk-maksimir.hr